# Ivy Green
Ivy Green est un groupe néerlandais de punk rock, originaire de Hazerswoude-Dorp

## Histoire
Ivy Green est l'un des premiers groupes néerlandais de punk rock. Formé par Eduard van Bockel, Tim Mullens, Ernst Kamphuis et Arther van Dijke en 1975, Ivy Green joue un rock 'n' roll simple et brut, qui s'inscrit sans peine dans la vague punk qui fleurit en 1977. Le groupe se fait ensuite remarquer lors des D-days organisés par le journaliste et présentateur pop Fer Abrahams au Paradiso d'Amsterdam. C'est également lui qui qualifie le premier album d'Ivy Green de « disque punk néerlandais définitif », une qualification qui est reprise avec gratitude par d'autres médias. C'est également l'un des rares groupes néerlandais de la génération de la fin des années 1970 à avoir duré plus de trois ans.
Ivy Green est l'un des rares groupes punk néerlandais à avoir réussi à signer un contrat avec une major en peu de temps. Ainsi, il sort son premier album homonyme en 1978. La même année, leur EP Wap Shoo Wap sort ; il s'agit d'un EP écrit par leur chanteur en 1972 alors qu'il avait 14 ans.
En 1982, le groupe s'oriente vers un répertoire plus rock et soul, avec des cuivres, avant de se réinventer en tant que groupe de garage rock deux ans plus tard. En 1990, il est  décidé de dissoudre le groupe.

## Discographie

### Albums studio
- 1978 : Ivy Green (LP, WEA)
- 1984 : The Quest (LP, No Bluff)
- 1985 : All On The Beat (LP, Circo Re)
- 1986 : Whatever They Hype (2LP, Circo Re)
- 1987 : Moon Raised (LP, Megadisc)
- 1990 : Ivy Green (CD, VAN ; 1992, Sonos/VAN ; 2016, Pseudonym)
- 1990 : Real Slow Burn (CD, VAN)

### EP
- 1978 : Wap Shoo Wap (7", WEA)
- 1983 : The Damage, B-kant Silent Floor (7", No Bluff)
- 1984 : Dreaming of You, B-kant World of Light (7", No Bluff)
- 1984 : The Garageland EP (face A : Hamburger Heaven ; Distress/I'm Wild/Strangelove) (7" No Bluff)
- 1985 : Good Thing Happen (face B Love Is Kind) (7", 1985, Circo Re)
- 1985 : The Turning Point (split single avec Tröckener Kecks) (7", No Bluff)
- 1990 : Into The Deep, B-kant Come on Down (7" VAN)

### Autre
- 1979 : Pak 'M Beet (sur le LP Uitholling Overdwars, SPN)